# Schwarzer Adler-Orden (Albanien)
Der Schwarze Adler-Orden wurde am 26. März 1914 durch Fürst Wilhelm von Albanien zur Belohnung von zivilen und militärischen Verdiensten gestiftet.

## Ordensklassen
Der Orden bestand aus fünf Klassen und einer affiliierten Medaillen in drei Stufen (Gold, Silber und Bronze):
- Großkreuz
- Großoffizier
- Kommandeur
- Offizier
- Ritter

Für militärische Verdienste im Kriege konnte das Ordenszeichen mit Schwertern verliehen werden, nicht jedoch bei den Medaillen.

## Ordensdekoration
Das Ordenszeichen ist sternförmig mit acht Zacken bei der I. bis III. Klasse bzw. mit sechs bei der IV. und V. Klasse. Im Medaillon ist der schwarze doppelköpfige Adler des Staatswappens zu sehen. Umlaufend in goldenen Lettern die Inschrift BESE E BASHKIM (Treue und Einigkeit). Auf der Rückseite mittig ein aus dem Buchstaben W (Wilhelm) entwickeltes Zeichen in Form zweier mit der Hypotenuse senkrecht einander zugewandten und unten durch einen Strich verbundenen stumpfwinkligen durchbrochenen Dreiecke. Umlaufend ebenfalls in goldenen Lettern ME 26 TE MARSIT 1914 (am 26. März 1914).

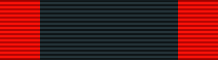
Ordensband

Das Ordensband ist schwarz mit dunkelroten Randstreifen.

## Sonstiges
Nachweislich erfolgten Verleihungen des Ordens bis ins Jahr 1923.
Die Auszeichnung ist nicht mit dem vom Königreich Preußen verliehenen Orden vom Schwarzen Adler zu verwechseln.